# Orphaned Land
Az Orphaned Land (megárvult föld) izraeli metalzenekar. 1991-ben alakultak meg. Tagjai Petah Tikva-ból, illetve Bat Yam-ból származnak.

## Története
A zenekar "Resurrection" néven alakult 1991-ben. Egy évvel később, 1992-ben Orphaned Land-re változtatták. A zenekar folk-metal, oriental metal, progresszív death metal és death-doom műfajokban játszik. Lemezeiket a Century Media Records jelenteti meg. Sűrűek voltak a tagcserék az együttesben, két tag azonban "stabil támpont" maradt: Kobi Farhi énekes és Uri Zelcha basszusgitáros. Első, 1994-ben megjelent nagylemezük eleinte demó volt. Második stúdióalbumukat 1996-ban dobták piacra. 2004-ben, 2010-ben és 2013-ban is megjelentettek nagylemezeket. Eddigi utolsó stúdióalbumuk 2018-ban került a boltok polcaira. A zenekar a "keleti metal" műfaj úttörőinek számít. Szövegeik témái: egység, béke, vallások. A zenekar szerint a három fő vallásnak (kereszténység, iszlám és judaizmus) békében kéne állni egymással.

## Tagok
- Kobi Farhi - ének (1991-)
- Uri Zelcha - basszusgitár (1991-)
- Matan Shmuely - dobok, ütős hangszerek (2007-)
- Chen Balbus - gitár, zongora, buzuki, saz, oud, xilofon, vokál (2012-)
- Idan Amsalem - buzuki (2014-)

## Korábbi tagok
- Matti Svatitzki - gitár (1991-2012)
- Sami Bachar - dobok, ütős hangszerek (1991-2000)
- Itzik Levy - billentyűk, zongora (1991-1996)
- Eran Asias - dobok, ütős hangszerek (2000-2004)
- Eden Rabin - billentyűk, vokál (2001-2005)
- Avi Diamond - dobok, ütős hangszerek (2004-2007)
- Yatziv Caspi - ütős hangszerek (2004-2007)
- Yossi Sassi - gitár, oud, saz, buzuki, cümbüs, vokál (1991-2014)

## Diszkográfia
- The Beloved's Cry - demó, 1993
- Sahara - stúdióalbum, 1994
- El Norra Alila - stúdióalbum, 1996
- Mabool - stúdióalbum, 2004
- Ararat - EP, 2005
- Sentenced / Orphaned Land - split lemez, 2005
- The Never Ending Way of ORWarriOR - stúdióalbum, 2010
- The Road to OR-Shalem - koncertalbum, 2011
- All is One - stúdióalbum, 2013
- Sukkot in Berlin - EP, 2015
- Kna'an - split lemez az Amaseffer-rel, 2016
- Orphaned Land and Friends - 2017
- Unsung Prophets and Dead Messiahs - stúdióalbum, 2018